# Cow Creek (Dakota del Norte)
Cow Creek es un territorio no organizado ubicado en el condado de Williams, en el estado estadounidense de Dakota del Norte. En el censo de 2010 tenía una población de 17 habitantes y una densidad poblacional de 0,18 personas por km².

## Geografía
Cow Creek se encuentra ubicado en las coordenadas 48°19′59″N 103°47′37″O / 48.33306, -103.79361. Según la Oficina del Censo de los Estados Unidos, Cow Creek tiene una superficie total de 94,21 km², de la cual 94,15 km² corresponden a tierra firme y (0,06%) 0,06 km² es agua.

## Demografía
Según el censo de 2010, había 17 personas residiendo en Cow Creek. La densidad de población era de 0,18 hab./km². De los 17 habitantes, Cow Creek estaba compuesto por el 82,35% (14) de blancos y el 17,65% (3) eran amerindios.